# Lady Roxana
Lady Roxana (Roxana: The Fortunate Mistress) è un romanzo di Daniel Defoe pubblicato nel 1724.
Pubblicato in forma anonima e non attribuito a Defoe fino al 1775, Roxana ebbe notevole successo popolare nel XVIII secolo: spesso fu ristampato in versioni modificate per soddisfare il gusto del momento: così l'edizione del 1775, che si chiamava The New Roxana, era di carattere sentimentale, secondo le preferenze allora in voga. Solo dal diciannovesimo secolo il romanzo iniziò ad essere studiato come letteratura seria.

## Trama
La narrazione è affidata a un personaggio femminile dai molti nomi che si proclama veritiero sulle vicende vissute, ma che ha costantemente ingannato e mentito per raggiungere i suoi scopi: l'autore intende quindi mettere in discussione la sincerità della narratrice.
Beleau, figlia di profughi protestanti francesi, sposa giovanissima un birraio di Londra che poi, costretto alla fuga per bancarotta, l'abbandona nella miseria più nera, con cinque figli.
La donna diventa l'amante del suo padrone di casa e, affidati i figli alla carità altrui, lo segue in Francia. Ereditati i suoi beni, diventa una spregiudicata cortigiana - Lady Roxana - e grazie a tresche lucrose giunge alla ricchezza. Si sposa allora con un solido mercante olandese, ma la sua tranquillità è insidiata da una figlia che ne ha scoperto l'identità. Interviene in suo aiuto la fedele e perversa servetta Amy e la figlia scompare forse assassinata. Ma una volta tornata in Olanda, dopo pochi anni di vita florida ed esteriormente felice Roxana e la sua fedelissima Amy, dopo innumerevoli calamità, piombano di nuovo in una condizione di estrema miseria, a cui forse un inesorabile disegno celeste le costringe per espiare le loro innumerevoli colpe.

## Edizioni in italiano
- Lady Roxana: l'amante fortunata, Daniele Defoe; traduzione di Guido Biagi, Milano: A. Mondadori, 1930
- Daniel Defoe, Lady Rossana: romanzo, traduzione dal francese di Decio Cinti, Milano: Sonzogno, 1932
- Daniel Defoe, L'amante avventurosa: Romanzo [tradotto dall'inglese], Roma: F. Capriotti, 1944
- Lady Roxana: l'amante fortunata, Daniel Defoe; traduzione di Guido Biagi, introduzione di A. Sorani e nota di Giuseppe Antonio Borgese, Milano: A. Mondadori, 1950
- Lady Roxana: l'amante fortunata, Daniel De Foe, Roma: G. Casini, 1966
- Lady Roxana, Daniel De Foe, Roma: Curcio, 1978
- Daniel Defoe, Lady Roxana, traduzione dall'inglese e scheda introduttiva di Giorgio Spina, Milano: Garzanti, 1978
- Lady Roxana: vita e avventure di una cortigiana internazionale, Daniel Defoe; con le aggiunte anonime dei moralizzatori del Settecento, Roma: Savelli, 1979
- Opere, Daniel Defoe; a cura di Anna Banti e Giuseppe Gaetano Castorina; introduzione di Anna Banti, Milano: A. Mondadori, 1980
- Lady Roxana: l'amante fortunata, Daniel Defoe; introduzione di Carlo Pagetti; traduzione di Guido Biagi, Milano: Biblioteca universale Rizzoli, 1993
- Roxana: l'amante fortunata o una storia della vita e grande varietà di fortune di Mademoiselle de Beleau in seguito chiamata la Contessa di Wintselheim in Germania cioè la persona conosciuta con il nome di lady Roxana al tempo di Carlo 2. Daniel Defoe; traduzione di Guido Biagi; introduzione di Marialuisa Bignami, Milano: A. Mondadori, 1995